# هاري س. هاتش
هاري س. هاتش هو شخصية أعمال كندي، ولد في 12 أبريل 1884 في أونتاريو في كندا، وتوفي بنفس المكان في 1946.